# ستيفن فونغ
ستيفن فونغ (بالصينية: 馮德倫) (و. 1974 – م) هو ممثل، ومغني، وكاتب سيناريو، ومخرج سينمائي، من جمهورية الصين الشعبية، ولد في هونغ كونغ.

## التعليم
تعلم في جامعة ميشيغان.

## وصلات خارجية
- ستيفن فونغ على موقع IMDb (الإنجليزية)
- ستيفن فونغ على موقع ألو سيني (الفرنسية)
- ستيفن فونغ على موقع ميوزك برينز (الإنجليزية)
- ستيفن فونغ على موقع أول موفي (الإنجليزية)
- ستيفن فونغ على موقع قاعدة بيانات الأفلام السويدية (السويدية)
- ستيفن فونغ على موقع ديسكوغز (الإنجليزية)
- ستيفن فونغ على موقع قاعدة بيانات الفيلم (الإنجليزية)
- ستيفن فونغ على موقع كينوبويسك (الروسية)